# Esteban Lazo

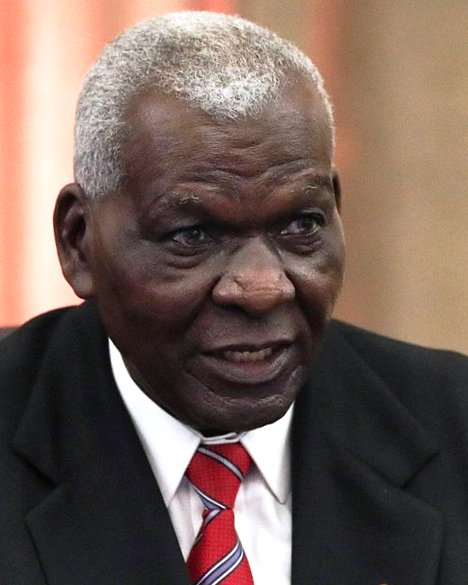
Esteban Lazo (2022)

Juan Esteban Lazo Hernández (* 26. Februar 1944 in Jovellanos) ist ein kubanischer Politiker der Kommunistischen Partei Kubas (PCC), Präsident des Parlaments und des Staatsrates, Mitglied des Politbüros des ZK und des Sekretariats des Zentralkomitees der PCC.

## Biografie
Lazo Hernández konnte aufgrund seiner ärmlichen bäuerlichen Herkunft seine Schulausbildung nach der Grundschule nicht weiter fortsetzen, sondern musste früh seinen Eltern bei der Bewirtschaftung der Felder und der Erwirtschaftung des Familieneinkommens helfen. Nach der erfolgreichen Revolution vom 1. Januar 1959 war er zunächst weiter als Landarbeiter tätig, gehörte aber auch neben Ernesto Che Guevara 1960 zu den Mitbegründern der Vereinigung der jungen Rebellen (Asociación de Jóvenes Rebeldes). In der Folgezeit nahm er in mehreren Funktionen an der sogenannten Nationalen Kampagne zur Alphabetisierung (Campaña Nacional de Alfabetización de Cuba) teil.
1963 wurde er Mitglied der PCC. 1964 wurde er Sekretär des Stadtkomitees der PCC in seiner Geburtsstadt Jovellanos für Erziehung und Organisation, ehe er 1968 Erster Sekretär der PCC von San Pedro de Mayabón wurde. 1969 wurde er Erster Sekretär der PCC von Colón in seiner Heimatprovinz Matanzas. 1971 erfolgte seine Ernennung zum Mitglied des Provinzbüros der PCC von Matanzas sowie 1979 zugleich zum Delegierten des Landwirtschaftsministeriums für die Provinz Matanzas.
1980 wurde er dann zunächst Zweiter Sekretär und dann bereits im folgenden Jahr 1981 Erster Sekretär des Provinzkomitees der PCC von Matanzas. 1980 wurde er außerdem Mitglied des Zentralkomitees der PCC, sowie 1981 Abgeordneter der Nationalversammlung (Asamblea Nacional del Poder Popular). Einige Jahre später erfolgte dann zunächst seine Wahl zum Ersten Sekretär der PCC von Santiago de Cuba, der zweitgrößten kubanischen Provinz. Auf dem 3. Parteikongress der PCC im Februar 1986 wurde er zugleich erstmals Mitglied des Politbüros des ZK gewählt, dem er seit dem angehört. Am 24. Februar 1992 folgte seine Wahl zum Vizepräsidenten des Staatsrates (Consejo del Estado de Cuba). Daneben wurde er 1994 Erster Sekretär der PCC von Havanna.
Als Lazo Hernández im Oktober 1997 Mitglied des Sekretariats des Zentralkomitees der PCC wurde, wurde der bisherige Erste Sekretär der PCC der Provinz Sancti Spíritus Pedro Sáez Montejo sein Nachfolger als Erster Sekretär der PCC der Provinz Havanna.
Mit Beginn der Erkrankung von Fidel Castro wurde er am 31. Juli 2006 zum Mitglied eines siebenköpfigen Komitees unter dem Vorsitz von Raúl Castro, das die Führung Kubas übernahm. Am 24. Februar 2008 wurde er von der Nationalversammlung in seinem Amt als Vizepräsident des Staatsrates bestätigt.
Am 24. Februar 2013 wurde Lazo als Nachfolger von Ricardo Alarcón zum Präsidenten des kubanischen Nationalparlaments gewählt.

## Auszeichnungen
Für seine Verdienste um die kubanische Revolution und den Staat wurde er mehrfach ausgezeichnet und erhielt unter anderem:
- Medaille für die Alphabetisierung (Medalla de la Alfabetización),
- Gedenkmedaille zum 20. Gründungstag der Revolutionären Streitkräfte (Medalla Conmemorativa "XX Aniversario de las FAR"),
- Urkunde für 35-jährige Kadertätigkeit in der PCC (Diploma por 35 Años como Cuadro del PCC),
- Auszeichnung zur 20-jährigen Sicherheit des Staates (Distinción XX Años de la Seguridad del Estado).